# San Andrés (Salvador)
San Andrés est un site archéologique maya situé au Salvador.